# Eduardo González Díaz
Eduardo González Díaz (Uruguay, 21 de septiembre de 1954 - Guayaquil, 20 de agosto de 2015) fue un presentador de noticias y pastor evangélico carismático ecuatoriano-uruguayo conocido por ser parte de El Noticiero de TC Televisión.

## Carrera
Se inició en el periodismo ecuatoriano en Telesistema Canal 4 (ahora RTS), como traductor de noticias internacionales, para convertirse en presentador de noticias: Fue parte de Noti 10 y El Noticiero de TC Televisión entre 1996 y 2010. También tuvo un segmento de ayuda a la comunidad en el programa De casa en casa junto con Ana Buljubasich, una de sus más grandes amigas.

## Salud y muerte
En mayo de 2004, González tuvo un infarto que lo llevó a permanecer en terapia intensiva. En octubre de 2010 sufrió una isquemia cerebral que lo llevó otra vez a ser internado.
Debido a un infarto cerebral, falleció a las 7:30 del 20 de agosto de 2015, en Guayaquil.

## Enlaces
- Ha muerto el expresentador Eduardo González
- Eduardo González mejora y ya puede respirar por sí solo
- El comunicador y pastor Eduardo González murió a causa de un infarto cerebral
- Falleció En Guayaquil El Periodista Eduardo González
- Fallece presentador de noticias Eduardo González
- Muere Eduardo González, recordado expresentador de noticias

- Datos: Q20942796